# 미사일 발사시설

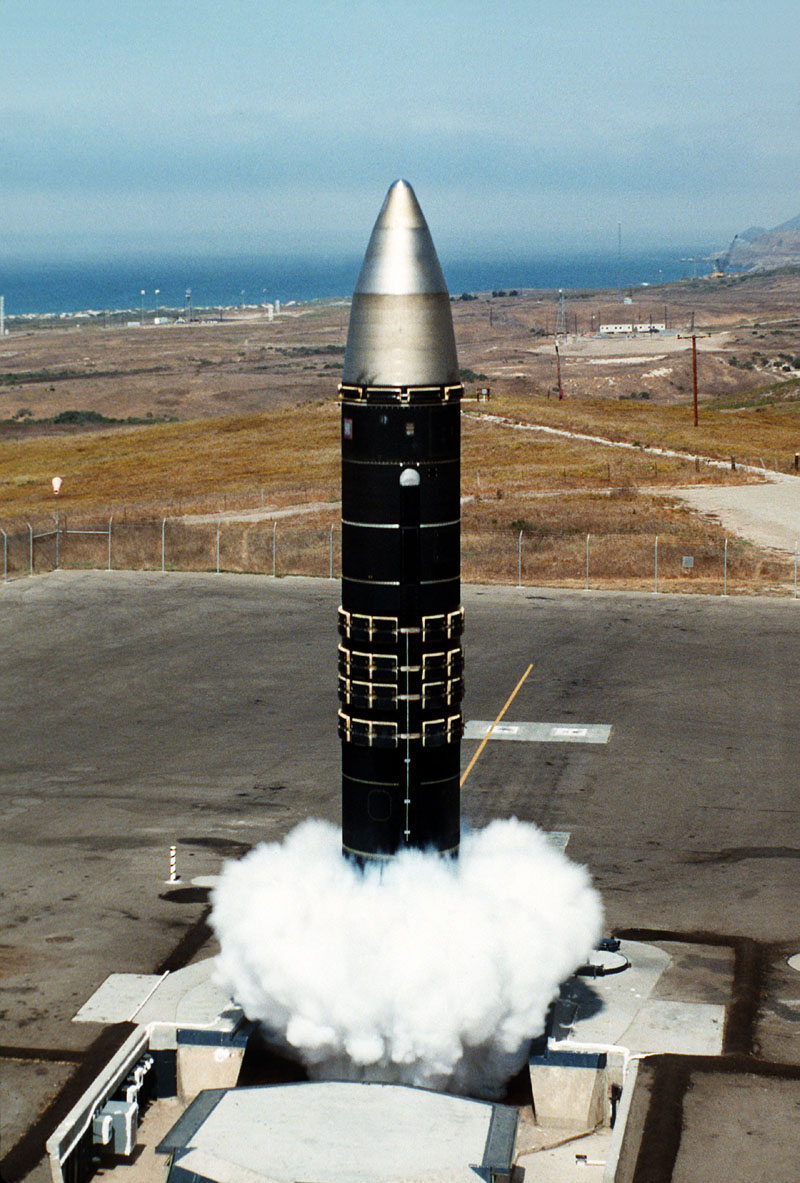
격납고에서 발사되는 LGM-118 피스키퍼.

유도탄 발사시설(誘導彈發射施設, missile launch facility; LF) 또는 유도탄 격납고(missile Silo 미슬 사일로[*])는 지하에 건축된 수직으로 이루어진 원통형 건축물이며, 대륙간 탄도 미사일(ICBM) 등의 저장 및 발사를 담당한다. 보통 저장된 미사일을 보호하기 위해 지상으로부터 일정 거리 떨어진 곳에 건설되며, 입구에는 방폭대피호를 건설하기도 한다. 또한 상시 발사 관제 센터와 연결되어 있으며, 발사 관제 센터에 설치된 컴퓨터에 의해 제어된다.

## 같이 보기
- 샤이엔산 복합체
- A-35 탄도 미사일 방어 시스템
- A-135 탄도 미사일 방어 시스템